# Seslèria
Sesleria és un gènere de plantes de la família de les poàcies, ordre de les poals, subclasse de les commelínides, classe de les liliòpsides, divisió dels magnoliofitins.
Són originàries de l'hemisferi nord, a l'alta muntanya d'Euràsia.
El gènere consta de més de 100 espècies; són herbes perennes, de fulles lanceolades. Floreixen en inflorescències en forma d'espiga cilíndriques o ovoides dotades d'espícules, usualment amb dues flors i lemma truncats i amb dents o arestes curtes.
Als Països Catalans només es troben les espècies Sesleria caerulea (molt abundant i de vegades dominant a les pastures del Pirineu) i S. insularis només a la Serra de Tramuntana de Mallorca.

## Algunes espècies
- Sesleria albicans Kit.
- Sesleria caerulea (L.) Ard.
- Sesleria insularis

(vegeu-ne una relació més exhaustiva a Wikispecies)

## Sinònims
Diptychum Dulac
Psilathera Link
Sesleriella Deyl.